# Benzyltoluène
Un benzyltoluène est un hydrocarbure aromatique de formule chimique C6H5−CH2−C6H4CH3. Il en existe trois isomères, qui établissent un équilibre constitué, selon les conditions opératoires, d'environ deux tiers d'isomère para (4-benzyltoluène), un quart d'isomère ortho (2-benzyltoluène) et un douzième d'isomère meta (3-benzyltoluène). Ils sont chimiquement étroitement liés aux dibenzyltoluènes. Il s'agit de liquides incolores très toxiques pratiquement insolubles dans l'eau.

Isomères de benzyltoluène.
2-Benzyltoluène.
3-Benzyltoluène.
4-Benzyltoluène.

On peut obtenir du benzyltoluène par condensation de chlorure de benzyle C6H5CH2Cl avec du toluène C6H5CH3 par alkylation de Friedel-Crafts. Plus spécifiquement, le 2-benzyltoluène peut être obtenu en faisant réagir du chlorure de 2-méthylbenzyle (de) C6H4(CH3)CH2Cl avec du benzène C6H6 en présence de zinc, tandis que le 4-benzyltoluène peut être obtenu en faisant réagir du 4-bromotoluène BrC6H4CH3 avec du benzène ou du toluène, et que le 3-benzyltoluène peut être obtenu en faisant réagir du chlorure de 3-xylyle ClC6H3(CH3)2 avec du benzène en présence de chlorure d'aluminium AlCl3.
Les benzyltoluènes sont utilisés essentiellement comme fluides diélectriques pour condensateurs ou comme fluides caloporteurs. Des mélanges de benzyltoluènes et de dibenzyltoluènes sont étudiés comme liquides organiques transporteurs d'hydrogène (LOHC), systèmes dans lesquels l'hydrogène est fixé chimiquement sur un composé organique insaturé thermostable par une réaction d'hydrogénation exothermique et peut ensuite être libéré par une réaction de déshydrogénation endothermique.